# ロビー・ネビル
ロビー・ネビル（Robbie Nevil、1958年10月2日 - ）は、アメリカ合衆国のソングライター、歌手。1986年にシングル「セ・ラ・ヴィ (C'est la Vie)」がヒットし、ビルボードヒットチャートで2位を記録。その後はディズニーやベイビーフェイスらの作品を提供するなどをして活動。松田聖子の全米発売アルバム『WAS IT THE FUTURE』のアルバム・プロデュースや「I'll Be There For You」でのデュエット、アルバム『area62』への参加なども行なっている。
なお、日本では姓はネヴィルの表記もある。